# Linea S20 (rete celere del Canton Ticino)
La linea S20 della Rete celere del Canton Ticino collega la città di Locarno al comune di Biasca, passando per il nodo ferroviario di Bellinzona.
Questa linea, la S60 e la S90 sono le uniche relazioni del sistema S-Bahn ticinese a circolare nel solo territorio svizzero.

## Storia
La linea, nata nel dicembre del 2004 con denominazione S2, operava inizialmente la tratta suburbana tra Bellinzona a Locarno, effettuando tutte le fermate intermedie (Giubiasco, S. Antonino, Cadenazzo, Riazzino, Gordola, Tenero) e sostituendo in toto le previgenti corse regionali.
Il 13 dicembre 2008, previo accordo tra Canton Ticino e Regione Lombardia finalizzato all'armonizzazione della rete celere ticinese col servizio ferroviario suburbano di Milano, la linea muta denominazione in S20.
A decorrere dal 12 dicembre 2010 capolinea orientale della linea è la stazione di Castione-Arbedo, poi oltrepassata e sostituita nella sua funzione dalla stazione di Biasca.

## Stazioni
| Stazione          | Apertura | Interscambi                       | Note |
| ----------------- | -------- | --------------------------------- | ---- |
| Biasca            | ?        | S10 (occasionalmente)             |      |
| Castione-Arbedo   | 2010     | S10 (occasionalmente)             |      |
| Bellinzona        | 2004     | S10                               |      |
| Giubiasco         | 2004     |                                   |      |
| Sant'Antonino     | 2004     |                                   |      |
| Cadenazzo         | 2004     | S30                               |      |
| Riazzino-Cugnasco | 2004     |                                   |      |
| Gordola           | 2004     |                                   |      |
| Tenero            | 2004     |                                   |      |
| Minusio           | 2023     |                                   |      |
| Locarno           | 2004     | → Linea SSIF-FART per Domodossola |      |

## Orario di servizio
Dalle 5.00 alle 24.00 i treni operano ogni 30 minuti da entrambe le destinazioni; nelle ore di punta l'aggiunta di corse supplementari porta la cadenza a ogni 15 minuti.
Sono previste le coincidenze a Bellinzona con i treni a lunga percorrenza in tutte le direzioni, a Giubiasco con le corse da e per Chiasso e Varese, mentre a Cadenazzo con la linea S30 da e per Gallarate. A Locarno gli orari sono integrati con quelli della linea internazionale FART per Camedo-Domodossola, la cui stazione è contigua a quella delle FFS.

## Materiale rotabile
La maggior parte delle corse utilizza composizioni FLIRT della società TiLo, alternate a complessi NPZ delle Ferrovie Federali Svizzere.